# Klement (Gemeinde Ernstbrunn)
Klement ist eine Ortschaft und eine Katastralgemeinde der Marktgemeinde Ernstbrunn im Bezirk Korneuburg in Niederösterreich. Die Ortschaft hat 268 Einwohner (1. Jänner 2024). Bis Ende 1969 war Klement eine eigenständige Gemeinde.

## Geografie
Das nordseitig in den Leiser Bergen gelegene Dorf stellt einen historischen Übergang über die Leiser Berge, der heute von der Laaer Straße benutzt wird. Oberhalb des Ortes entspringt die Zaya. Die Pfarrkirche befindet sich in Oberleis, einem Ortsteil von Klement.

## Geschichte
Am Oberleiser Berg wurden prähistorische Siedlungsreste ergraben.
Laut Adressbuch von Österreich waren im Jahr 1938 in der Ortsgemeinde Klement ein Bäcker, zwei Dachdecker, drei Gastwirte, zwei Gemischtwarenhändler, ein Milchgenossenschaft, ein Sattler, ein Schmied, vier Schuster, ein Tischler, ein Wagner und ein Landwirt mit Direktvertrieb ansässig.
Mit 1. Jänner 1970 wurden im Zuge der Niederösterreichischen Kommunalstrukturverbesserung die bis dahin selbständigen Gemeinden Klement, Lachsfeld, Merkersdorf, Naglern und Simonsfeld nach Ernstbrunn eingemeindet.